# Urson

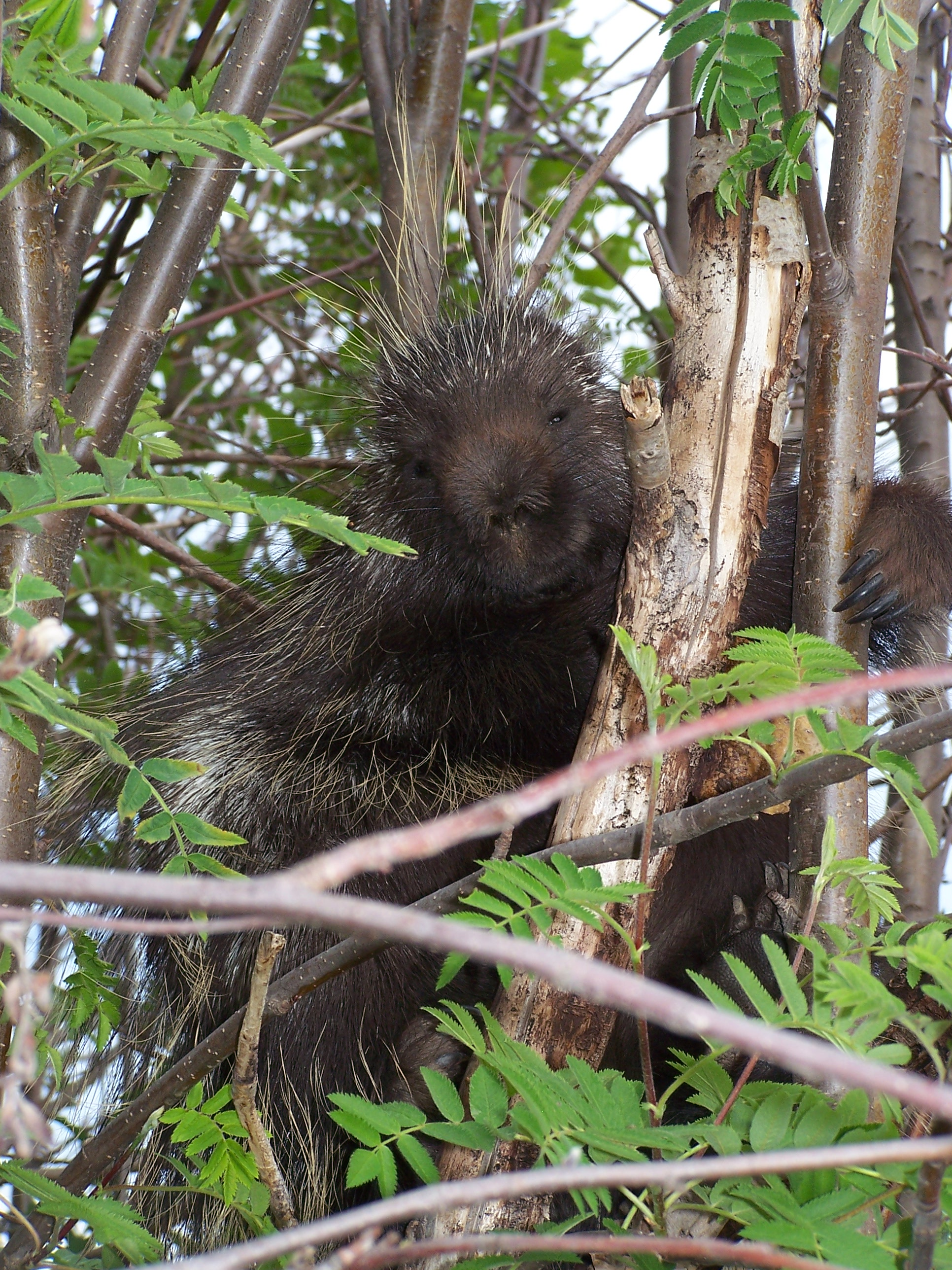
Urson

Der Urson (Erethizon dorsatum), der oft auch als Baumstachelschwein oder als Nordamerikanischer Baumstachler bezeichnet wird, ist ein Nagetier aus der Familie der Baumstachler (Erethizontidae). Er ist der größte und bekannteste Vertreter seiner Familie und kommt hauptsächlich in Kanada und den nördlichen und westlichen USA vor.

## Beschreibung
Der Urson wird bis zu einem Meter lang (davon 14–30 cm Schwanz) und 18 kg schwer; damit ist er, nach dem Biber, das zweitgrößte Nagetier Nordamerikas.
Insgesamt wirkt er gedrungen, die Arme und Beine sind sehr kurz, der Schwanz ist kurz und dick. Das Fell besteht aus dichter Unterwolle und langem Deckhaar, das eine gelbliche oder braune bis schwarze Färbung hat. Auf dem Rücken und am Schwanz stehen zudem zahlreiche (an die 30.000) Stacheln, die mit kleinen Widerhaken versehen sind und etwa 2 mm dick und 7,5 cm lang werden können. Sie dienen zur Verteidigung.

## Verbreitung
Der Lebensraum erstreckt sich über die nördlichen und westlichen USA und Kanada, wie z. B. den Denali-Nationalpark.

## Lebensweise
Bei Gefahr versucht der Urson meist, dem Angreifer aus dem Weg zu gehen und auf einen Baum zu flüchten. Ist dies nicht möglich, sträubt er sich und schlägt mit dem Schwanz wie mit einer Keule. Dabei können seine Stacheln, die nur lose in der Haut verankert sind, im Fleisch des Gegners hängen bleiben und sich bei jeder Bewegung immer tiefer in den Körper bohren. Manchmal können solche Stacheln sogar durch den Körper hindurchwandern.
Ursprünglich war der Urson ein Waldtier, in letzter Zeit findet man ihn auch häufig in Kulturlandschaften.
Der Urson ist ein Baumbewohner, der sich auf dem Boden langsam und träge bewegt, auf Bäumen aber gut und sicher klettern kann. Er ist ein Einzelgänger, der nachtaktiv ist und sich tagsüber in Baumnischen, Erdhöhlen oder Felsnischen versteckt hält.
Seine Nahrung besteht aus Laub, Blättern, Trieben, Rinde und Beeren. Im Winter benagt er die Rinde des Baumes, auf dem er überwintert, oft so stark, dass dieser abstirbt.
Vor der Paarung, die im Herbst oder Frühwinter stattfindet, besprüht das Männchen das Weibchen mit stark riechendem Urin. Im Frühjahr kommt nur ein Junges zur Welt.

## Urson und Menschen
In seinem Verbreitungsgebiet wird der Urson von manchen Menschen als eine Plage betrachtet, da er Bäume stark in Mitleidenschaft ziehen kann. Die Stacheln werden von den Indianern zur Dekoration von Körben und Kleidung benutzt. Da sich Ursons auf dem Boden nur langsam bewegen, stellen Autos eine Gefahr dar, wenn sie Straßen überqueren. Trotzdem gelten sie als ungefährdet.